# モリッツ・バウアー
モリッツ・バウアー（Moritz Bauer  ,  1992年1月25日 - ）は、スイス・チューリッヒ州ヴィンタートゥール出身のプロサッカー選手。セルヴェットFCに所属している。ポジションはDF。 

## 来歴
2009-10シーズンにFCヴィンタートゥールのBチームでプロデビュー。2011年夏にグラスホッパー・クラブ・チューリッヒに移籍し、同年8月14日のBSCヤング・ボーイズ戦でトップリーグデビュー。以降、Bチームを往復しながらも、2015-16シーズンまで同チームでプレーした。
2016年7月、ロシア・プレミアリーグのFCルビン・カザンに移籍。
2018年1月9日、イングランド・プレミアリーグのストーク・シティFCと4年契約を締結。降格圏に低迷する同チームで先発起用されるも、チームは2018-19シーズンのフットボールリーグ・チャンピオンシップが決定した。
2019年8月28日、セルティックFCに買取オプション付きのレンタル移籍。
2022年1月23日、セルヴェットFCと2023年までの契約を結んだ。

## 代表経歴
2010年、2013年とユース世代のスイス代表に招集されるも、フル代表に招集されるまでには至らず、オーストリア出身の父の国籍を行使する形で、2017年にオーストリア代表でプレーすることを選択。同年9月の2018 FIFAワールドカップ・ヨーロッパ予選の対ウェールズ戦で、代表戦デビュー。続くジョージア戦にも出場するも、本大会出場はならなかった。